# Red Hat Enterprise Linux
Red Hat Enterprise Linux (RHEL) je dsitribucija Linux, zasnovana pri podjetju Red Hat in je namenjena komercialnemu trgu. Red Hat se obvezuje, da bo podpiral vsako izdajo RHEL-a še 7 let po izidu. Podprto je tudi Red Hatovo šolanje za sistemske administratorje Linux. Nove različice RHEL-a so izdane v roku 18-24 mesecev.

## Zuananje povezave
- Uradna spletna stran